# منطقه فوجی، شیزوئوکا

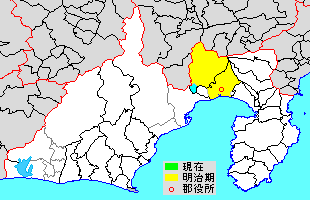
نقشه منطقه فوجی، شیزوئوکا

منطقه فوجی، شیزوئوکا (به ژاپنی: 富士郡, Fuji-gun)، یکی از شهرستان‌های ژاپن در استان شیزوئوکا در ژاپن بود. این ناحیه کل منطقه شهر فوجی‌نومیا، شیزوئوکا و بخش‌هایی از شهر فوجی، شیزوئوکا را پوشش می‌داد.